# ماري تشوي (مسلسل)
ماري تشوي بالإسبانية (Cuidado con el ánge) مسلسل مكسيكي بطولة مايتي بيروني وويليام ليفي تم تصويره في المكسيك منذ عام 2008 وحتى عام 2009، وحصد المسلسل 5 ملايين مشاهدة يومياً، ونال المسلسل العديد من الجوائز مثل جائزة التلفزيون جوائز أديكتو الذهبي وجوائز تفينوفيلاس 27 وشارك العديد من الممثلون المكسيكيون المشاهير في بطولة المسلسل مثل آنا باتريشيا روجو ولورا زاباتا وريكاردو بلوم وايفتيا مونوز وروسيو بانكيلز وشيرلين غونزاليس وميشيل فيث.
تبدأ الأحداث بولادة ماري تشوي وبعد ولادتها ظنت والدتها سيسيليا فلاردي بأنها ستموت فتركتها لكاهن يدعى الأب السيميو وأخذها إلى ميتم حيث عاشت هناك حتى سن الـ 15 ثم فرت من الميتم لتعيش في الشارع وقد كافحت كثيراً للتغلب على صعاب الحياة في الطرقات وسط المتشردين وفي إحدى الليالي المظلمة تمت مهاجمتها من قبل رجل مخمور وبالرغم من أنه اعتدى عليها لم تأخد حقها منه بسبب حالتها تلك ولأنها لم تستطع التعرف على ملامح ذلك الرجل من شدة الظلام الدامس جعل ذلك الأمر حياتها مليئة بالكوابيس وأيضا جعلها تحمل ضغينة ضد الرجال حتى اِلتقت بعاملة غسيل ملابس اسمها كاندي وأخذتها لبيتها واعتبرتها بمثابة ابنتها وساعدتها.

## القصة الكاملة
تبدأ الإحداث بولادة "Marichuy "Maria de Jesus" وبعد ولادتها ظنت والدتها cecilia velarde بأنها ستموت فتركتها لكاهن يدعى الأب Anselmo وأخذها إلى ميتم حيث عاشت هناك حتى سن الـ 15 ثم فرت من الميتم لتعيش في الشارع وقد كافحت كثيرا للتغلب على صعاب الحياة في الطرقات وسط المتشردين وفي إحدى الليالي المظلمة تمت مهاجمتها من قبل رجل مخمور وبالرغم من أنه اعتدى عليها لم تاخد حقها منه بسبب حالتها تلك ولأنها لم تستطع التعرف على ملامح ذلك الرجل من شدة الظلام الدامس جعل ذلك الأمر حياتها مليئة بالكوابيس وحملت ضغينة ضد الرجال حتى التقت بعاملة غسيل الملابس اسمها Candelaria واخذتها لبيتها واعتبرتها بمثابة ابنتها ولتساعدها. تعمل marichuy بإيصال الملابس إلى الناس وفي أحد الأيام التقت بـ juan miguel لكي تأخذ الملابس للغسيل من منزله. juan meguel شاب جميل للغاية وثري ومتزوج من viveana هي امرأة طماعة وتحب المال كثيرا ولديهما ابنة اسمها maita و juan meguel يحبها للغاية ولكن viveana تعتبرها عبء عليها. وفي أحد الأيام تذهب marichuy مع أصدقائها وهم elsa وهي ابنة عم juan meguel و amador الشاب الذي يريد الإيقاع بـ mari و peatres و vicente الرسام ففي الحفلة يتشاجر رجلان فتعتقلهم الشرطة فتلتقي هناك بـ juan meguel وتحكي له قصة مزيفة وتخدعه لكي يخرجها من السجن وعندما تخبره ابنة عمته elsa بحقيقتها ينزعج فيذهب لتوبيخها ومن ذلك الوقت marichuy تبدأ بالتفكير بـ juan meguel وهو أيضا.
viveana زوجة juan meguel هي لا تحبه ولكنها تبدأ تقول له بأنه لا يحبها وهو يخونها ويضطر juan meguel بأن يتفق معها ليذهبوا في رحلة لكي يتصالحوا فهي قبل الرحلة بقليل تأخذ شنطة فيها مجوهرات كثيرة وأموال كثيرة. وقبل ركوب juan meguel وهي في الطائرة الخاصة بهم حاولت تعطيل الطائرة لكي تسقط بهم في وسط البحر وينجوان كليهما وأما هي فلا تظهر أبدًا ونجحت بذلك وسقطت الطائرة juan meguel لم يمت ولا هي فاستيقظت في الصباح التالي وهي على الحافة وسرت كثيرا لأنها وجدت الشنطة التي فيها مجوهراتها وبدأت تعيش حياتها بهدوء وراحة وفي الحفلات في ذلك الوقت كانت onilia أمها تتهم juan meguel بأنه قتلها متعمدا و maita حزينة وتبكي من أجل أمها. وكان هناك اِمرأتان هما ezabila و stivania الفقيرتان فـ ezabila كانت صديقة cicelia (أُمّ marichuy) منذ زمن طويل وتخدعها وتخبرها أن stivania هي ابنتها وابنة patrecio وهي تصدق.
marichuy تسرق بعض الحليب لكي تعطيه للأيتام في الملجأ وتقبض عليها الشرطة وتكون أمام القاضي patrecio (أبوها وهم لايعلمون) والذي يحاول سجنها لمدة ثلاثة أشهر ويراها juan meguel في السجن ويحاول اخراجها بشتى الطرق ولكنه لا ينجح ويحزن على وضع marichuy رغم أنه المرة الثالثة التي يراها ولكن القاضي يخرجها على شرط أنها تعيش عند juan meguel فقط لأنها إذا عادت إلى منطقتها ثانية فأنها ستنحرف. marichoy تشكر juan meguel كثيرا ويصبحا أصدقاء.
onilia يجن جنونها عندما تعلم بأن متشردة ستعيش معها وتحاول طردها وتزعج juan meguel فيضطر لإرسالها إلى منزل cicelea و patrecio. حيث تعيش estevania و ezabila والتان تجعلا حياتهما جحيم وفي ذلك الوقت تشعر mariachuy بأنها تحب juanmeguel لدرجة الجنون وهو أيضا يشعر هكذا فيقررا الزواج وتزوجا ولكن زواجها لم يدم إلا يوما واحد فقط لأنها تكتشف بأنه هو من تعدى عليها وبعد عدة أيام تطلب الطلاق ولكنها عندما تكتشف أنها حامل منه تذهب إليه وتخبره وتسأله هل الطلاق خلص وهو في ذلك الوقت يجنن جنونه ويخبرها بأنها تريد الطلاق ويقول أننا لم نتزوج أصلا لأن زوجتي لازالت على قيد الحياة وتذهب وهي تبكي وحزينة viveana قد خدعت الجميع بأنها فاقدة للذاكرة ومن ضمنهم onilia و rocio أخت juan meguel ويصدقونها ولكن juan meguel يشك بأنها كاذبة.
marichuy و candelaria يذهبا إلى مزرعة aliobardo (صديق juan meguel القديم) ويعاملهما بشكل جيد ويبدأ بحب mariachoy وخاصة بعد انجابها للطفل والذي تسميه juan meguel وتسأل aliobardo لماذا لم يتزوج فيخبرها أنه كان يحب امرأة اسمها evet ولكنها جرحت قلبه.
juan meguel يطلب مربية من أجل maeta أن أمها في حالة فقدان للذاكرة فتاتي فتاة شابة غريبة اسمها blanca selva (وهي evet نفسها التي خدعت aliobardo بسبب أنها تعاني من انفصام للذاكرة) في النهار هي blanca أما عندما يحل الليل هي تتحول إلى evet وتذهب إلى البار وترى juan meguel ولكنه وتحاول الإيقاع به ولكنه يمنعها ويذهب. viveana تشك بأن المربية فيها شي غريب فتحاول الدخول إلى غرفتها وتدخل evet في نفس الوقت وتقتل viveana ويراها الجميع وتسجن في السجن ولكنها تثبت براءتها وتخرج لأنها مريضة نفسيا وتعود marichoy وتمثل بعض المسرحيات من إخراج صديقها amador وتشتهر وتتعرف على ana julia التي تصبح صديقتها وتحب ابنها. stevania و ezabela يطردهما patrecio و cecilea بعدما يعرفان أنهما كاذبتان وأصبحا يعلما أن marichuy هي ابنتهم. stivanea و ezabila يضعا رصاصة حقيقية في المسدس الذي ستضرب به marichoy في المسرحية وتصاب marichuy وتعمى. وعندما تعرف ana jolia أن marichuy كانت زوجة juan meguel تحقد عليها وتحاول تفريقهما بشتى الطرق وتنجح. juan meguel يحزن على marichuy ويتدرب على طب العيون فيبدل اختصاصه في طب النفسي بالعيون ويعالج marichuy وهي لا تعلم من عالجها ويختلق كذبة أن اسمه هو pablo طبيب العيون وهي تصدق وتبدأ بحبه ولكن عندما ينزع الضمادات عن عيونها ترى الحقيقة وتترك الجميع وتأخذ ابنها وترحل ولكن الأب amcelmo يخبرها أن أمها وأبوها وحتى juan meguel لم يريدو إعادة البصر إليها وهي تسامحهم وتعود لـ juan meguel. و onilia تكتشف جميع كذب ابنتها وتتعاطف مع marichuy وتحبها. وعندما يكادا juan meguel و marichuy يتزوجان ana jolia تخطف marichuy من الزفاف وتضعها في بيت مهجور وتحاول حرقها ولكنها لم تنجح وتموت في الحريق و jusn meguel يأتي وينقذ marichuy من الحريق ويتزوجا ويعيشان حياة سعيدة مع ابنهما jusn mrguel و maita.

## الأدوار رئيسية
| الممثل/ة       | الدور      |                             | الممثل /ة    | الدور     |           |
| -------------- | ---------- | --------------------------- | ------------ | --------- | --------- |
| ويليام ليفي    | خوان ميغيل | شيرلين غونزاليس             | روسيو        |           |           |
| مايتي بيروني   | ماري تشوي  | خورخي دي سيلفا              | ادواردو      |           |           |
| ساراي ميزا     | مايتا      | إيفيتا مونوز                | كانديلاريا   | ميشيل فيث | أنا خوليا |
| لورا زاباتا    | اونيليا    | ريكاردو بلوم                | باتريسيو     |           |           |
| هيلانة روخو    | سيسيليا    | أنا باتريسيا روخو           | استفانيا     |           |           |
| رينية ستريكلر  | ليوباردو   | مايا ماشيلكسا               | بلانكا       |           |           |
| روسيو بانكلز   | إيزابيلا   | هيكتور غوميز ميجيل كور سيغا | الاب السيميو |           |           |
| ارتورو كارمونا | امدور      | نايليا نورفيند              | فيفيانا      |           |           |

## روابط خارجية
- ماري تشوي على موقع IMDb (الإنجليزية)
- ماري تشوي على موقع كينوبويسك (الروسية)
- ماري تشوي على موقع قاعدة بيانات الفيلم (الإنجليزية)